# إلورا تورشيا
راشميكا الورا تورشيا (بالإنجليزية: Rashmika Ellora Torchia؛ مواليد أبريل 1992) هي مُمثلة بريطانية. عن دورها في فيلم في الأرض (2021)، تم ترشيحها لجائزة الفيلم البريطاني المستقل. تشمل أفلامها الأخرى رعاة البقر (2015)، ومنتصف الصيف (2019)، وعلي وأفا (2021).
حصلت على جائزة شاشة نجمة الغد الدولية لعام 2021 وجائزة الأكاديمية البريطانية لفنون السينما والتلفزيون لأفضل نجمة صاعدة.

## حياتها الشخصية
تتحدث تورشيا الإنجليزية والفرنسية. لقد نشأت نباتية، وتساعد والديها في إدارة مشروع تجاري يسمى آرتي فيجان.

## وصلات خارجية
- إلورا تورشيا على موقع IMDb (الإنجليزية)
- إلورا تورشيا على موقع قاعدة بيانات الفيلم (الإنجليزية)